# Hans Joachim Breustedt
Hans Joachim Breustedt (* 16. September 1901 in Steinach im Thüringer Wald; † 28. September 1984 in Vevey) war ein deutscher Maler und Grafiker.

## Biografie
Ab 1919 studierte Breustedt am Bauhaus in Weimar und setzte sich mit den Gestaltungsprinzipien Paul Klees, Wassily Kandinskys und Lyonel Feiningers auseinander. Statt nach avantgardistischer Originalität strebte er jedoch nach einer harmonischen Synthese zwischen Gegenstandsdarstellung und Abstraktion. 
Der Großteil seines Frühwerkes ging bei einer Bombardierung Warschaus im Jahre 1939 verloren. In den weiteren Wirren des Zweiten Weltkriegs gelangte er nach Oberösterreich, wo er 1953 die Grafikerin Margret Bilger heiratete. Wohn- und Arbeitsort des Paares war ein 1864 errichtetes Holzhaus in Taufkirchen an der Pram (seit 2004 als Museum zugänglich). In dieser Zeit wurde er auch Mitglied der Künstlervereinigung MAERZ.
Hans Joachim Breustedt starb 1984 in Vevey am Genfersee.